# Magnus Vilhelm von Düben
Magnus Vilhelm (Wilhelm) von Düben (* 12. Februar 1814 auf Vegeholm (Malmöhus län) im Norden der historischen Provinz Schonen; † 9. August 1845) war ein schwedischer Biologe und Naturforscher. Sein botanisches Autorenkürzel lautet „Düben“.

## Leben

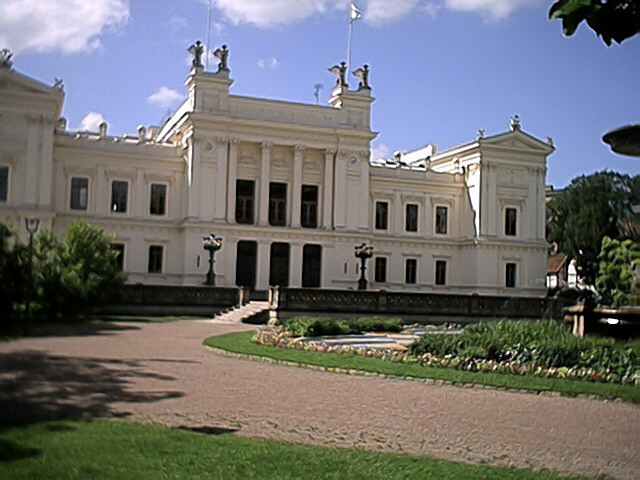
Wirkungsstätte von Magnus Vilhelm von Düben – Universität Lund

Magnus Vilhelm Freiherr von Düben entstammt dem schwedischen Adelsgeschlecht von Düben. Deren Urahn war Michael Düben († um 1585), einem Steuerbeamten aus Lützen und Großvater von Anders Düben († 1662), welcher Hofkapellmeister in Stockholm war. Seine Frau Anna Maria Gabrielsdotter war Kammerfrau von Maria Eleonora von Brandenburg, der Königin von Schweden. Sie hatten zwei Söhne, Peter und Gustaf Düben, von der alle Zweige der Familie abstammen. Magnus Vilhelm ist der Urenkel von Anders Düben. Seine Eltern waren der Hauptmann Ulrik Vilhelm Freiherr von Düben und Katarina Flinck. Das Geschlecht der Barone von Düben brachte einige berühmte Naturforscher und Komponisten hervor, so auch Reichsrat Carl Vilhelm von Düben und Gustaf Vilhelm Johan von Düben.
Magnus Vilhelm von Düben begann sein naturwissenschaftliches Studium 1828 an der Universität Lund und schloss es im Jahre 1835 mit seiner Promotion ab. Seine Leistungen wurden anlässlich seiner Promotionsverleihung mit dem Lorbeerkranz gewürdigt, der zweithöchsten Auszeichnung der Universität. Drei Jahre später, im Jahr 1838, wurde er an der gleichen Universität zum Professor für Botanik ernannt. Er war zudem Kurator am Naturhistorischen Museum von Lund. Seine vielversprechende wissenschaftliche Laufbahn wurde durch seinen frühen Tod im Jahr 1845 jäh beendet. Von Düben starb unverheiratet und hinterließ keine Kinder.

## Werke
In seinem zwar kurzen, aber arbeitsreichen Leben widmete sich Magnus Vilhelm von Düben nicht nur der Botanik, sondern betrieb auch zahlreiche geisteswissenschaftliche Studien. Besonders sein Scharfsinn und seine Gelehrsamkeit wurden von seinen Zeitgenossen gerühmt. Bekannt war er auch für seinen angenehmen Schreibstil. Zu seinen Hauptwerken, die auch heute noch einen hohen wissenschaftlichen Wert besitzen, zählen u. a.:
- Enumerato Plantarum in Regione Landscronensi crescentum, quam. Venia Ampl. ord. Phil. Lundensis, Praeside Reverendissimo Viro Carolo Ad. Agardh, Bot. et Oec. pr. Professore, Episcopo Dioec. Carolst. design. In: Acad. Carolina d. 17. Juni 1835, Part. I. Lundae (Gradual–Abhandlung unter dem Präsidium des Bischofs von Karlstad, Carl Adolph Agardh)[4]
- Conspectus vegetationis Scaniæ. 1837
- Mus betulinus, en för Europas fauna ny rått-art. 1840
- Handbok i växtrikets naturliga familjer. 1841
- De fabrica corporis insectorum. 1842

Mit Johan Koren:
- Ichthyologiska bidrag. 1844
- Om holothuriernas hudskelett. 1844
- Öfversigt af Skandinaviens echinodermer. 1844

Zudem war er Namensgeber zahlreicher rezenter Arten, wie z. B. des Sars-Seesterns (Luidia sarsi), den er zu Ehren des norwegischen Biologen Michael Sars benannte.